# Benedito Valadares

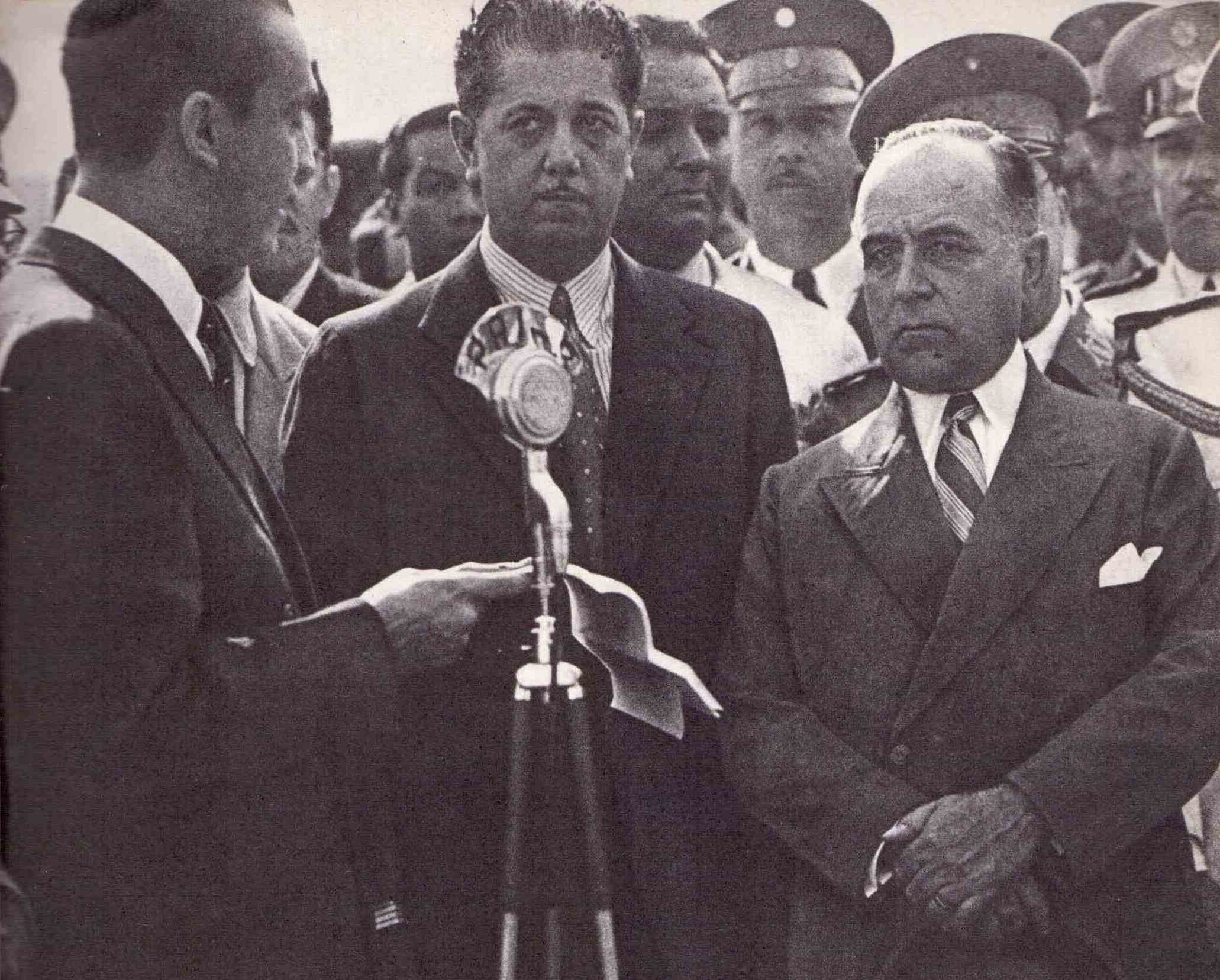
Benedito Valadares, governador de Minas Gerais, entre Getúlio Vargas, presidente da República, e o então prefeito de Belo Horizonte, Juscelino Kubitschek, na inauguração da Avenida do Contorno, em 12 de maio de 1940.

Benedito Valadares Ribeiro (Pará de Minas, 4 de dezembro de 1892 — Rio de Janeiro, 2 de março de 1973) foi um jornalista e político brasileiro.
Influente homem público na época de Getúlio Vargas, foi vereador e prefeito de sua cidade natal, Pará de Minas, e mais tarde, governador de Minas Gerais, de 15 de dezembro de 1933 até 4 de novembro de 1945.

## Vida Pregressa
Benedito nasceu em Pará de Minas, a 04 de dezembro de 1892, na Fazenda da Cachoeira, atualmente pertencente ao município de Florestal. Era Filho do Coronel Domingos Justino Ribeiro e de sua mulher, Antônia Benedita de Campos Valadares.
Pelo lado materno Benedito era sobrinho-neto de Martinho Álvares da Silva Campos, que foi Presidente do Conselho de Ministro do Império do Brasil. Ainda, era trineto de Joaquina de Pompéu.
Fez seu curso primário em Pará de Minas e o secundário em Belo Horizonte. Diplomou-se na Faculdade de Odontologia de Belo Horizonte, porém, não exerceu a profissão. Depois mudou para o Rio de Janeiro onde bacharelou em direito pela Faculdade de Direito do Rio de Janeiro, em 1920. 
Casou no Rio de Janeiro, a 04 de janeiro de 1922, com Odette Maldonado Pinto. Filha de Augusto Valeriano Pinto e Maria Georgina de Maldonado. A irmã de Odette, Fabíola Maldonado Pinto, era mulher de Ernesto Dorneles que foi Governador do Rio Grande do Sul. Ernesto, era pelo lado materno, primo primeiro de Getúlio Vargas, Presidente do Brasil.
Após o casamento Benedito retornou a Pará de Minas e começou a trabalhar como advogado e professor em uma escola local. De volta a terra natal ingressou na política, sendo eleito vereador em 1923.  
Do casamento nasceram duas filhas, Helena Valadares Ribeiro e Lúcia Valadares Ribeiro. Helena foi casada com o escritor e jornalista Fernando Sabino, até se divorciarem em 1952.  

## Biografia
Durante a Revolução de 1930, Benedito Valadares, que era editor de um jornal de sua cidade, Pará de Minas, ocupou a prefeitura e se tornou o prefeito.
Valadares era ainda um pouco conhecido deputado federal quando Getúlio Vargas o nomeou governador de Minas Gerais, em substituição ao governador de Minas Gerais Olegário Maciel, (na época se dizia "presidente de Minas"), que havia falecido no dia 5 de setembro de 1933, 2 dias antes de completar 3 anos de mandato.
Minas Gerais estava sem vice-governador desde 1931, pois, o vice Pedro Marques de Almeida havia renunciado ao cargo para ser prefeito de Juiz de Fora. Assumiu, então,  interinamente, o governo mineiro, substituindo o Presidente Olegário, o secretário do interior de Minas Gerais, Gustavo Capanema.
Como havia muitos nomes na disputa pelo governo de Minas Gerais, Getúlio escolheu Benedito Valadares para não desagradar nenhum dos favoritos e seus apoiadores. Foram 97 dias de crise política, (que ficou conhecida, pela imprensa, como "O caso mineiro"), até que Benedito Valadares ser anunciado, em 12 de dezembro de 1933, como interventor do "Governo Provisório" de Getúlio Vargas em Minas Gerais.
Em 6 de dezembro, Getúlio anota no Diário, a propósito do "Caso Mineiro":
| “ | Resumo: todos julgam que devo decidir, mas, se nomeio Capanema, renunciam os ministros da fazenda e exterior (Osvaldo Aranha e Afrânio de Melo Franco) e seus adendos; se nomeio Virgílio renuncia o Flores e desgosto a maioria da bancada mineira. | ” |

Em 12 de dezembro, Getúlio explica no "Diário", a escolha de Benedito Valadares:
| “ | Porque escolhi o sr. Benedito Valadares? Porque todos tinham candidato e queriam apenas que eu adotasse as preferências alheias. Só eu não podia ter candidato, e pensei que deveria tê-lo. Escolhi esse rapaz tranquilo e modesto, que me procurou antes, sem nunca pensar que seu nome pudesse ser apontado como interventor. | ” |

A escolha do então pouco conhecido deputado federal Benedito Valadares para o governo de Minas Gerais surpreendeu a todos. Com a notícia, a população começou a se questionar, popularizando, então, a famosa frase:
| “ | Será o Benedito? | ” |

Contrariamente a informações divulgadas equivocadamente sobre sua origem, esta frase não surgiu em função do episódio com Valadares. Antes disso, em 1931, a expressão já fazia parte da muito popular marchinha de carnaval "Será o Benedicto?", tocada nas rádios da época.
Benedito Valadares, em 1935, foi eleito pela Assembléia Legislativa mineira, governador de Minas Gerais. Com a chegada do Estado Novo, em 1937, foram nomeados interventores para os estados, Benedito Valadares, porém, continuou no cargo de governador, e continuou usando o título de governador, mantendo estreita fidelidade ao presidente Getúlio Vargas.
Em 8 de setembro de 1936, funda a Rádio Inconfidência, dotando-a do melhor equipamento de transmissão radiofônica disponível na época, importando-o de Londres.
Em 1937, foi um dos políticos que indicaram, a Getúlio, o nome de Adhemar Pereira de Barros para interventor federal em São Paulo, dando impulso à carreira do importante político paulista.
Valadares conheceu Juscelino Kubitschek durante a Revolução de 32, e, a partir daí, se tornaram amigos. Valadares chamou Juscelino para ser o chefe da Casa Civil do governo de Minas Gerais, e depois o nomeou, em 1940, para a prefeitura de Belo Horizonte. Outro discípulo de Benedito Valadares também chegou à presidência da república: Tancredo de Almeida Neves.
Valadares entrou para o folclore político de Minas Gerais e do Brasil, pelas suas frases e por seus feitos. Uma de suas frases mais conhecidas era:
| “ | Estou rouco de tanto ouvir! | ” |

Valadares também era conhecido pela sua esperteza política. Uma raposa política, no dizer do mineiros. Valadares garantiu, em suas memórias, que só foi enganado politicamente, uma vez na vida, e por Getúlio.
Depois do fim do Estado Novo, Valadares foi um dos fundadores do Partido Social Democrático (PSD), e foi seu primeiro presidente. Foi o próprio Benedito que sugeriu que se colocasse o "Social" no nome do partido, que segundo ele, estava em moda na Europa do pós-Segunda Guerra Mundial, e que, pelas primeiras sugestões dos fundadores do partido, (quase todos, como ele, ex-interventores federais nos estados), se chamaria somente "Partido Democrático".
Valadares foi eleito deputado federal em 1946 e 1950, e, senador em 1954 e 1962. Durante toda a existência do PSD, Valadares foi seu maior líder em Minas Gerais. Com a extinção dos partidos políticos em 1965, ingressou na Aliança Renovadora Nacional (ARENA), pela qual, foi senador até falecer em 1973.
Benedito Valadares foi o político que governou Minas Gerais por mais tempo: 12 anos.
É em sua homenagem que foi batizada a cidade de Governador Valadares, nome este que lembra a sua insistência no título de governador.
Benedito deixou um livro com seus principais discursos e um livro de memórias onde explica como se faz política em Minas Gerais.